# ديميتار إيلييف (لاعب كرة قدم مواليد 1986)
ديميتار إيلييف (بالبلغارية: Димитър Илиев)‏ هو لاعب كرة قدم بلغاري في مركز قلب الدفاع، ولد في 27 يوليو 1986 في مونتانا في بلغاريا. لعب مع FC Montana ‏.

## وصلات خارجية
- ديميتار إيلييف (لاعب كرة قدم مواليد 1986) على موقع قاعدة بيانات كرة القدم.إي يو (الإنجليزية)
- ديميتار إيلييف (لاعب كرة قدم مواليد 1986) على موقع Soccerway.com (الإنجليزية)